# Чемпионат Европы среди шашечных клубов (1999)
I чемпионат Европы среди шашечных клубов (Кубок Европейских чемпионов) (англ. Geove Europa Cup (англ. Champions Cup) прошёл 18-21 августа 1999 года в городе Велп (Нидерланды). Турнир проходил по олимпийской системе в здании Bilderberg Hotel Velp-Arnhem Holland.
Победила команда РЦОП (Минск) в составе: Анатолий Гантварг, Евгений Ватутин, Сергей Носевич, Александр Булатов. Вторые — Hiltex (Амстердам, Нидерланды) (Клерк Р., Просман Э., Виринг Й., Тайссен К.), третьи — Мельком, Тверь (Новиков А., Калмаков А., Бонадыков С., Письменный Г.).

## 18 августа, 1 раунд
- NCDC Минск — Lasnamae Tallin 5-3
- Анатолий Гантварг — — 2-0
- Александр Булатов — V.Luus 1-1
- Евгений Ватутин — A.Unuuk 1-1
- Сергей Носевич — K.Karp 1-1
- Dama ir Karalius (Дама ир Каралюс) Вильнюс — FPDC Прага 6-2
- Алексей Домчев — J.Novotny 2-0
- E.Patryla — I.Kristek 2-0
- S.Mardosa — V.Marek 1-1
- J.Jankunas — L.Gatnar 1-1
- Hiltex Амстердам — Circolo Fincantieri Триест 6-2
- E.Prosman — R.Bubbi 0-2
- Роб Клерк — S.Specogna 2-0
- K.Thijssen — L.Pesce 2-0
- J.Wiering — U.Pesce 2-0
- Мельком, Тверь — Lokator Гнезно 6-2
- Андрей Калмаков — G.Siuda 2-0
- Григорий Письменный — M.Czarnota 1-1
- Александр Новиков — W.Tomczak 1-1
- Сергей Бонадыков — E.Siuda 2-0

## 19 августа, 2 раунд
- NCDC Минск — Dama ir Karalius Вильнюс 7-1
- Александр Булатов — E.Petryla 1-1
- Анатолий Гантварг — Алексей Домчев 2-0
- Евгений Ватутин — S.Mardosa 2-0
- Сергей Носевич — J.Jankunas 2-0
- Hiltex Амстердам — Мельком, Тверь 4-4 5-3 (30')
- Роб Клерк — Александр Новиков 2-0 1-1
- K.Thijssen — Григорий Письменный 1-1 1-1
- J.Wiering — Сергей Бонадыков 0-2 1-1
- E.Prosman — Андрей Калмаков 1-1 2-0

- Lasnamae Tallin — FPDC Прага 5-3
- — — L.Gatnar 0-2
- A.Unuuk — I.Kristek 2-0
- V.Luus — V.Marek 2-0
- K.Karp — J.Novotny 1-1
- Circolo Fincantieri Триест — Lokator Гнезно 3-5
- R.Bubbi — M.Czarnota 2-0
- S.Specogna — G.Siuda 0-2
- L.Pesce — W.Tomczak 1-1
- U.Pesce — E.Siuda 0-2

## 20 августа, 3 раунд

### Финал.1 матч.
- NCDC Минск — Hiltex Амстердам 5-3
- Александр Булатов — J.Wiering 2-0
- Анатолий Гантварг — Роб Клерк 1-1
- Евгений Ватутин — E.Prosman 1-1
- Сергей Носевич — K.Thijssen 1-1

### За 3 место. 1 матч
- Lasnamae Tallin — Мельком, Тверь 3-5
- A.Unuuk — Александр Новиков 1-1
- V.Luus — Григорий Письменный 1-1
- — — Андрей Калмаков 0-2
- K.Karp — Сергей Бонадыков 1-1

### За 5-6 места. 1 матч
- Lokator Гнезно — Dama ir Karalius Вильнюс 2-6
- E.Siuda — S.Mardosa 0-2
- G.Siuda — J.Jankunas 1-1
- M.Czarnota — Алексей Домчев 1-1
- W.Tomczak — E.Petryla 0-2

### За 7-8 место 1 матч
- FPDC Прага — Circolo Fincantieri Триест 1-7
- L.Gatnar — R.Bubbi 0-2
- V.Marek — U.Pesce 0-2
- J.Novotny — L.Pesce 1-1
- I.Kristek — S.Specogna 0-2

### Финал. 2 матч.
- Hiltex Амстердам — NCDC Минск 7-9
- A.van den Berg — E.Watutin 1-1
- K.Thijssen — Александр Булатов 1-1
- J.Wiering — Сергей Носевич 1-1
- E.Prosman — Анатолий Гантварг 1-1

### За 3 место. 2 матч
- Мельком, Тверь — Dama ir Karalius Вильнюс 6-2
- Андрей Калмаков — E.Petryla 1-1
- Григорий Письменный — S.Mardosa 2-0
- Сергей Бонадыков — J.Jankunas 2-0
- Александр Новиков — Алексей Домчев 1-1

### За 5-6 места. 2 матч
- Lasnamae Tallin — Lokator Гнезно 4-4 5-3 (30')
- V.Luus — E.Siuda 1-1 1-1
- — — G.Siuda 0-2 0-2
- K.Karp — W.Tomczak 2-0 2-0
- A.Unuuk — M.Czarnota 1-1 2-0

### За 7-8 место 2 матч
- Circolo Fincatieri Триест — FPDC Прага 14-2 7-1
- R.Bubbi — I.Kristek 2-0
- U.Pesce — J.Novotny 2-0
- L.Pesce — V.Marek 1-1
- S.Specogna — L.Gatnar 2-0